# Joanne Whalley
Joanne Whalley (bekannt auch als Joanne Whalley-Kilmer, * 25. August 1961 in Salford, Greater Manchester) ist eine britische Schauspielerin.

## Leben und Karriere
Joanne Whalley ist aus einigen Fernsehserien bekannt wie Scarlett (1994, neben Timothy Dalton), in der sie Scarlett O’Hara spielte. Andere Serien waren Edge of Darkness (1980er Jahre) und The Singing Detective (1986), die für den Sender BBC produziert wurden. Sie war ebenfalls in einigen Spielfilmen wie Willow (1988, neben Val Kilmer) zu sehen. Im Film Der Priestermord (1988) spielte sie neben Christopher Lambert, Ed Harris und Pete Postlethwaite.
Anfang der 1980er Jahre war Whalley Mitglied der Musikgruppe Cindy & The Saffrons. 1991 befand sie sich auf der Liste der 50 Most Beautiful People in the World der Zeitschrift People. 2003 arbeitete sie für den Song Stockholm Syndrome mit der US-Band blink-182 zusammen.
Whalley war von 1988 bis 1996 mit Val Kilmer (1959–2025) verheiratet, den sie bei den Dreharbeiten zu Willow kennengelernt hatte. Sie zog für ihn nach Hollywood und führte den Namen Joanne Whalley-Kilmer. Aus dieser Ehe gingen eine Tochter (* 1992) und der Schauspieler Jack Kilmer (* 1995) hervor. Auch nach der Scheidung drehten beide noch Filme zusammen, z. B. Played – Abgezockt (2006) oder Twixt (2011).

## Filmografie (Auswahl)
- 1982: Pink Floyd – The Wall
- 1984: Charles Dickens Weihnachtsgeschichte (A Christmas Carol, Fernsehfilm)
- 1985: Dance with a Stranger
- 1988: Willow
- 1988: Der Priestermord (To Kill a Priest)
- 1989: Scandal
- 1989: Kill me again (Kill Me Again)
- 1990: Navy Seals – Die härteste Elitetruppe der Welt (Navy Seals)
- 1991: Tod im Spiegel (Shattered)
- 1992: Tödliche Intrigen (Storyville)
- 1994: A Good Man in Africa
- 1994: Tödliche Absichten (Mother’s Boys)
- 1994: Die Geschworene – Verurteilt zur Angst (Trial by Jury)
- 1994: Scarlett (Miniserie, 4 Folgen)
- 1997: Agent Null Null Nix (The Man Who Knew Too Little)
- 1999: Texas Story (A Texas Funeral)
- 2000: Schuldig – Ein mörderischer Auftrag (The Guilty)
- 2002: Virginias großes Rennen (Virginia’s Run)
- 2005: Child of Mine
- 2006: Elizabeth I – The Virgin Queen (The Virgin Queen, Miniserie, eine Folge)
- 2006: Played – Abgezockt (Played)
- 2007: Die Flut – Wenn das Meer die Städte verschlingt (Flood)
- 2009: 44 Inch Chest – Mehr Platz braucht Rache nicht (44 Inch Chest)
- 2009: Diverted (Fernsehfilm)
- 2010: Golf in the Kingdom
- 2011: Die Borgias (The Borgias, Fernsehserie, 25 Folgen)
- 2011: Twixt – Virginias Geheimnis (Twixt)
- 2011–2012: Gossip Girl (Fernsehserie, 7 Folgen)
- 2013: The Challenger
- 2014: Jamaica Inn (Fernsehserie, 3 Folgen)
- 2015: Wölfe (Wolf Hall, Miniserie, 3 Folgen)
- 2017: The White Princess
- 2018: Paulus, der Apostel Christi (Paul, Apostle of Christ)
- 2018: Marvel’s Daredevil (Fernsehserie, 9 Folgen)
- 2022: Willow (Fernsehserie)
- 2023: Carnival Row (Fernsehserie, 6 Folgen)